# Jamie Redman
Jamie Redman (ur. 19 lipca 1986 r.) – amerykańska wioślarka.

## Osiągnięcia
- Mistrzostwa Świata – Poznań 2009 – czwórka bez sternika – 2. miejsce[1].
- Mistrzostwa Świata – Karapiro 2010 – ósemka – 1. miejsce[1]
- Mistrzostwa Świata – Bled 2011 – ósemka – 1. miejsce[1]